# Vicar-ul-Mulk
Le Nawab Vicar-ul-Mulk Kamboh ou Nawab Vicar-ul-Mulk Maulvi (graphies alternatives: Viqar-ul-Mulk, Waqar-ul-Mulk), de son vrai nom Mushtaq Hussain Zuberi (né à Meerut le 24 mars 1841 - 27 janvier 1917) est un homme politique musulman indien et un des fondateurs de la Ligue musulmane. Le Nawab Vicar-ul-Mulk est aussi l'oncle maternel de Ziauddin Ahmad Zuberi, un mathématicien renommé, pilier du Mouvement d'Aligarh.

## Origines
Vicar-ul-Mulk fait ses études d'ingénieur à l'Engineering College de Roorkee. Il travaille en tant que Law secretary(Secrétaire à la Loi) dans le gouvernement de l'état d'Hyderabad pendant quelque temps avant de rejoindre le Revenue Department(Département des Impôts) où il est nommé secrétaire sous les ordres du Nizam. Il travaille ensuite comme secrétaire personnel et conseiller du premier ministre Bashiral Daulla.

## Réformateur musulman
Le 9 décembre 1890, il reçoit le titre de Nawab Vicar-ul-Mulk. En octobre 1892, Vicar-ul-Mulk rejoint l'université musulmane d'Aligarh. Il est un grand admirateur de Syed Ahmad Khan et l'un de ses plus ardents défenseurs. Pour la société scientifique de l'université, il traduit le livre ‘French Revolution and Napoleon’. Quand le comité de financement de l'université est formé, il devient l'un de ses membres et en profite pour populariser les idées de Syed. Il réunit la somme importante de 750 000 roupies pour l'établissement. Vicar-ul-Mulk reste aussi membre de la société scientifique à partir de 1866. En 1907, il est nommé secrétaire honoraire de l'université.

## Père fondateur de la Ligue musulmane
Vicar-ul-Mulk est l'un des fondateurs de la Ligue musulmane. En décembre 1906, le quatuor Vicar-ul-Mulk, Aga Khan, Shafi de Lahore et Salimullah Khan de Dhaka organisent la All India Muhammadan Educational Conference à Dhaka et par la même occasion, créent un parti appelé Ligue musulmane duquel Vicar-ul-Mulk devient secrétaire général. Par là même, il est compté parmi les pères fondateurs du Pakistan.

## Titre de Nawab
En 1908, le gouvernement indien l'honore du titre de Nawab tandis que le Nizam d'Hyderabad lui donne le titre de Waqar-ud-Dola Waqar-ul-Mulk Intisar-e-Jang. Son véritable nom est Moulvi Mushtaq Hussain, et il appartient à la famille célèbre Zuberi d'Amroha, Marehra, et Meerut.

## Mort
En mauvaise santé, le Nawab Vicar-ul-Mulk se retire du secrétariat d'Aligarh en 1912 et après une maladie prolongée, il meurt le 27 janvier 1917.